# Дохолян, Аршалуйс Гайкович
Аршалуйс Гайкович Дохолян — советский хозяйственный и государственный деятель, лауреат Государственной премии СССР за выдающиеся достижения в труде.

## Биография
Родился в 1923 году в селе Гюлагарак. Член КПСС.
В 1942—1943 — участник Великой Отечественной войны в составе 726-го пулемётного полка
В 1943—1985 — колхозник, звеньевой, бригадир колхоза села Гюлагарак Степанаванского района Армянской ССР.
За высокоэффективное использование техники, внедрение прогрессивной технологии в кормопроизводство, в мелиоративном и сельском строительстве был в составе коллектива удостоен Государственной премии СССР за выдающиеся достижения в труде 1980 года.
Умер после 1985 года в селе Гюлагарак.

## Награды
- Орден Октябрьской Революции (1981)
- Орден Отечественной войны II степени (1985)
- Орден Трудового Красного Знамени (1966)